# Swanscombe-Schädel

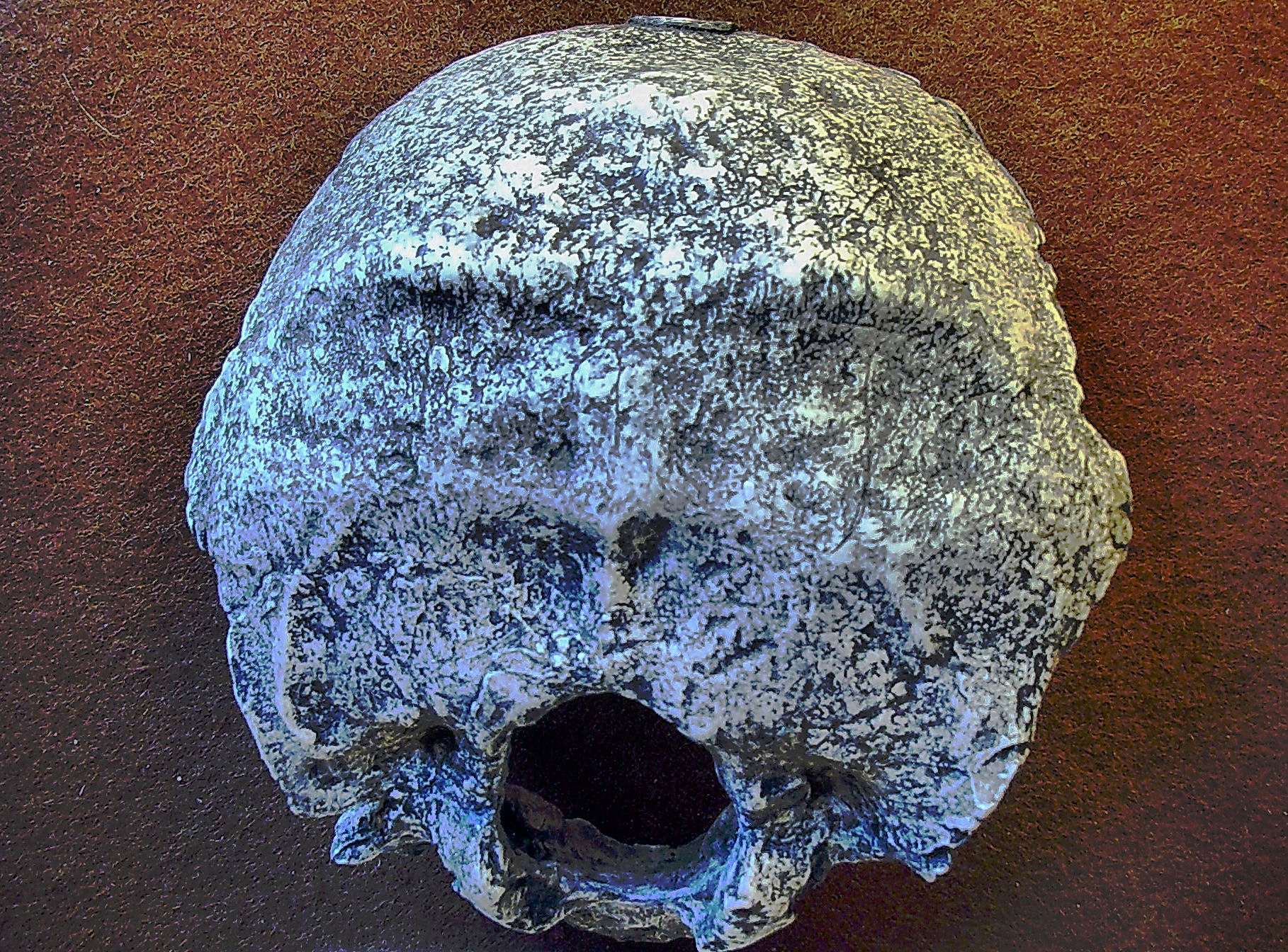
Blick aufs Hinterhauptloch des Swanscombe-Schädels (Rekonstruktion mit Ergänzungen im Bereich des Hinterhauptlochs)

Swanscombe-Schädel (englisch Swanscombe skull; auch: Swanscombe man, Swanscombe hominid, Swascombe 1) ist die Bezeichnung für drei zusammengehörige Bruchstücke einer fossilen Schädelkalotte aus dem Mittelpleistozän, die in Großbritannien entdeckt wurden.

## Entdeckungsgeschichte
Entdecker des Swanscombe-Schädels war der britische Arzt und Hobby-Paläontologe Alvan Theophilus Marston (1889–1971), der ab November 1933 in der Kiesgrube Barnfield Pit (Koordinaten der Fundstelle: 51° 26′ 40,5″ N, 0° 17′ 54,4″ O) beim Dorf Swanscombe in der Grafschaft Kent (Borough of Dartford) in England nach Fossilien suchte.
Die Grube Barnfield Pit war seit Jahrzehnten bekannt für die dort auffindbaren Steinwerkzeuge aus der Epoche des Acheuléen und für mittelpleistozäne Tierfossilien. Am 29. Juni 1935 entdeckte Marston das erste Knochenfragment, das er aufgrund seiner Anatomie-Kenntnisse als Hinterhauptbein eines vorzeitlichen Menschen identifizierte. Ein Jahr später, am 15. März 1936, entdeckte Marston am gleichen Fundort das zum selben Schädel gehörende, gut erhaltene linke Scheitelbein. Die Suche von Beauftragten des Royal Anthropological Institute nach weiteren Fragmenten des Schädels blieb zunächst ohne Erfolg. Erst am 30. Juli 1955 wurde schließlich von John Wymer ein drittes Fragment des Schädels entdeckt, das weniger gut erhaltene rechte Scheitelbein.
Die stratigraphische Stellung der Fundstücke sei gemäß einer Publikation des Jahres 1999 wahrscheinlich mit dem Mindel-Riss-Interglazial gleichzusetzen, was von den Autoren mit ungefähr 400.000 Jahren angegeben wurde. Die Schädelkalotte wäre demnach ungefähr so alt wie der sogenannte Mensch von Tautavel aus der Höhle von Arago in der südfranzösischen Region Okzitanien. Hominine Fossilien aus dieser Epoche werden heute meist als Homo heidelbergensis klassifiziert und gelten als enge Verwandte der unmittelbaren Vorfahren des Neandertalers. Ein Vorschlag aus dem Jahr 1943, den Schädel als Homo sapiens-protosapiens zu bezeichnen, setzte sich in der Fachwelt nicht durch.
Verwahrort des Fossils ist das Natural History Museum in London.

## Bedeutung
Die drei Fragmente erlaubten eine genaue Rekonstruktion des Hinterkopfes, aus der wiederum ein Schädelinnenvolumen von ca. 1300 ml abgeleitet werden konnte (zum Vergleich: Homo sapiens ca. 1500 ml); etliche Merkmale deuten auf eine Nähe zur Vorfahrenlinie der Neandertaler hin. Aufgrund der relativ kleinen Muskelfaseransätze wurde vermutet, dass es sich um die Überreste einer Frau handeln könnte.
In den Jahren nach seiner Entdeckung galt der Swanscombe-Schädel nach dem Piltdown-Menschen – der erst Anfang der 1950er-Jahre als Fälschung entlarvt wurde – und dem Unterkiefer von Mauer als das drittälteste in Europa entdeckte hominine Fossil. Dem Swanscombe-Schädel wurde zunächst ein Alter von 200.000, später von 300.000 Jahren zugeschrieben. Der 1933 erstmals beschriebene und etwa gleich alt wie Swanscombe einzustufende Schädel von Steinheim wurde von Alvan Marston auf nur 175.000 Jahre geschätzt. Heute gilt der Swanscombe-Schädel nach dem rund 500.000 Jahre alten Fund von Boxgrove als das zweitälteste hominine Fossil Großbritanniens.

## Belege
1. ↑  Alvan T. Marston: The Swanscombe Skull. In: The Journal of the Royal Anthropological Institute of Great Britain and Ireland. Band 67, 1937, S. 339–406
2. ↑  Alvan T. Marston: Preliminary Note on a New Fossil Human Skull from Swanscombe, Kent. In: Nature. Band 138, 1936, S. 200–201, doi:10.1038/138200a0
3. ↑  The Swanscombe Skull. In: Nature. Band 143, 1939, S. 187–188, doi:10.1038/143187a0
4. ↑   John McNabb: John Wymer: An Appreciation. In: Lithics. Nr. 26, 2005, Volltext (PDF).
5. 1 2  Chris Stringer, Jean-Jacques Hublin: New age estimates for the Swanscombe hominid, and their significance for human evolution. In: Journal of Human Evolution. Band 37, 1999, S. 873–877, doi:10.1006/jhev.1999.0367, Volltext (PDF; 77 kB) (Memento vom 3. November 2013 im Internet Archive)
6. ↑  George Montandon: L'homme préhistorique et les préhumanes. Payot, Paris 1943
7. ↑  Matthew M. Skinner und Bernard Wood: The evolution of modern human life history – a paleontological perspective. In: Kristen Hawkes und Richard R. Paine (Hrsg.): The Evolution of Modern Human Life History. School of American Research Press, Santa Fe 2006, S. 351, ISBN 978-1-930618-72-5.
8. ↑  Jean-Jacques Hublin: The origin of Neandertals. In: PNAS. Band 106, Nr. 38, 2009, S. 16022–16027, doi:10.1073/pnas.0904119106
9. 1 2 3  Alvan T. Marston: The Relative Ages of the Swanscombe and Piltdown Skulls […]. In: British Dental Journal. Band 88, Nr. 11, 1950, S. 292–299, Volltext (Memento vom 30. Mai 2001 im Internet Archive)